# Hohenzollern Typ Lintfort
Die normalspurigen Tenderlokomotiven der Bauart Hohenzollern Typ Lintfort waren laufachsenlose fünfachsige Industriebahnlokomotiven des Herstellers Hohenzollern.
Vier Lokomotiven wurden an Bergwerksbetriebe wie die Zeche Friedrich Heinrich oder die Königlich-Preußische Bergwerks-Direktion Recklinghausen verkauft. Die Lokomotiven blieben bis 1968 in Betrieb und wurden dann ausgemustert und verschrottet.

## Geschichte
Der Typ Lintfort wurde gebaut, als vom Typ Westfalen von Hohenzollern bereits sechs Exemplaren vorhanden waren. Der Typ Lintfort ist leicht zu unterscheiden, denn beim Typ Westfalen ist der hintere Sandkasten weiter nach hinten gerückt.
Die erste der vier gebauten Lokomotiven wurde 1917 an die Zeche Friedrich Heinrich verkauft, 1920 folgten die nächsten beiden Lokomotiven an die Königlich-Preußische Bergwerks-Direktion Recklinghausen, wo sie bei einer Zechenbahn in Gladbeck verwendet wurden. 1929 wurde eine letzte Lokomotive geliefert, die wiederum von der Zeche Friedrich Heinrich gekauft wurde.
Die Maschinen der Zeche Friedrich Heinrich wurden 1962 und 1966 ausgemustert, die der Königlich-Preußischen Bergwerks-Direktion Recklinghausen, später bezeichnet als Bergwerks-Aktien-Gesellschaft Recklinghausen und Hibernia, blieben bis 1965 und 1968 in Betrieb.

## Konstruktion
Die Heißdampflokomotiven besaßen einen genieteten Blechrahmen, der durch Kastenelemente zusätzlich versteift wurde. Das Triebwerk besaß eine Heusinger-Steuerung mit Kolbenschiebern und wirkte auf die dritte Achse. Der leistungsfähige Kessel trug vor und hinter dem Dampfdom je einen rechteckigen Sandkasten, pro Triebwerksseite konnten über vier Sandfallrohre die zweite, dritte und vierte Achse gesandet werden.
Ursprünglich war die Maschine mit Stangenpuffer ausgerüstet, später wurden diese gegen Hülsenpuffer ausgetauscht. Die Zugkraft der Lokomotiven betrug 149 kN.